# Eparchie Wladimir-Wolynski

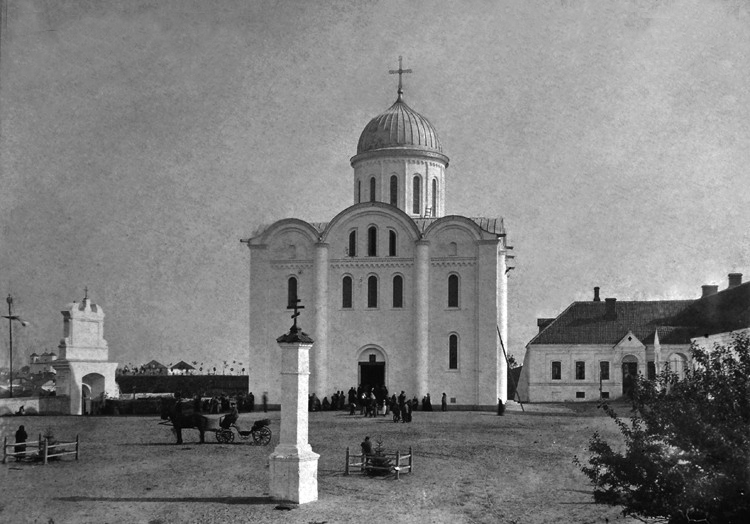
Mariä-Entschlafens-Kathedrale

Die Eparchie Wladimir-Wolynski war von 992 bis 1596 eine Eparchie der orthodoxen Kirche in Wolhynien.

## Geschichte

### Christianisierung aus Mähren?
Wolodymyr wurde möglicherweise bereits im 9. oder 10. Jahrhundert von Mähren oder Böhmen aus christianisiert. Darauf deuten der archäologische Fund einer Rotunde in der Innenstadt und eine mögliche Zugehörigkeit zum Bistum Prag 973.

### Kiewer Rus
981 wurde Wolhynien für die Kiewer Rus erobert. Für 992 wurde bereits der erste Bischof für Wolhynien genannt. Die Eparchie war eine der ältesten der Kiewer Rus und unterstand der Metropolie Kiew. Diese gehörte zum Patriarchat Konstantinopel.
1147 wurde eine Eparchie Halitsch herausgelöst. 1160 wurde die Mariä-Entschlafens-Kathedrale in Wolodymyr geweiht. 1219 wurden  die Eparchie Peremyschl, 1223 Uhorsk (1240 Cholm) und 1235 Luzk herausgelöst.

### Königreich Polen
Seit 1317 gehörte die Eparchie zur orthodoxen Metropolie Galizien, seit 1371 zur Metropolie Litauen, seit 1399 wieder zur Metropolie Kiew.
Bischof Hypatius war seit 1593 einer der aktivsten Beförderer einer Union der orthodoxen Kirche im Königreich Polen-Litauen mit der römisch-katholischen Kirche.
1596 trat die Eparchie nach der Brester Union der neuen unierten Kirche bei und bildete die Eparchie Wolodymyr-Brest.
1620 wurde noch einmal ein orthodoxer Bischof für Wladimir benannt, allerdings ohne reale Machtbefugnisse.

### Ukraine
1992 wurde eine Eparchie Wolodymyr-Wolynskyj und Kowel der Ukrainisch-Orthodoxen Kirche Moskauer Patriarchats gebildet.

## Bischöfe
Es sind verschiedene Bischofslisten in der Literatur zu finden

### Liste I
Erwähnungen
- Stephan Bolgarin 992
- Thomas der Grieche (Foma Grek) 998
- Ioann
- Antonios I.
- Anitios
- Kodrios
- Gelasios
- Stephan II, 1090/91-1094
- Amphylochios 1105–1122
- Simeon 1123–1136
- Theodoros 1137, 1147
- Laurentios
- Prokopios (12. Jhd.)
- Antonios II.
- Joasaph 1229
- Basileios (Wassili) 1229–1265
- Nikephoros 1266
- Kosmas 1271
- Mark 1271–1287
- Eusegenios 1289
- Athanasios 1328–1353
- Ionas I. 1359–1388
- Athanasios II. 1388–1391
- Ioann (Gogol) seit 1391
- Gerasimos 1414–1417
- Vesvasian
- Daniel I. 1441–1451
- Daniel II. 1451–1452
- Nikephoros II. 1458
- Theodosios 1458
- Porphyrios 1470
- Theodosios II. 1485
- Damian 1487
- Martinian
- Vasian I. 1487–1497
- Vasian II. 1509–1513
- Panuphtios 1513–1522
- Ionas II. seit 1523
- Gennadios 1539–1547
- Joseph (Borzobohaty) 1548–1566
- Theodosios (Łazowski) 1566–1572
- Meletius (Boguriński-Chrebtowicz) 1576/88-1591
- Hypatios (Pociej)  1593–1596

### Liste II
Abweichende Liste 1137–1540
- Theodor 1137–1147
- Polykarp 1196–1213
- Thomas 1213–1229
- Nikolaus 1230–1235
- Mitrophanos 1235–1239
- Justin 1239–1249
- Stephan 1249–1260
- Serapion 1260–1282
- Nikita 1282–1286
- Ensegenios 1286–1289 (wie erste Liste)
- Pimen 1306–1326
- Arsenios 1326–1330
- Athanasios 1331–1353 (wie erste Liste)
- Alexios 1353–1354
- Gerasimos seit 1354
- Ionas 1386–1388 (wie erste Liste)
- Theognostos 1388–1405
- Petrus 1405–1413
- Gerasimos 1413–1416 (wie erste Liste)
- Chariton 1416–1425
- Daniel 1425–1455 (wie erste Liste)
- Arkadios 1455–1487
- Vasianus 1487–1497 (wie erste Liste)
- Vasian II. (wie erste Liste)
- Ionas 1523–1533 (wie erste Liste)
- Joseph 1533–1540
- Gennadios 1540–1546 (wie erste Liste)